# يوري ماتياسفيتش
يوري فلاديميروفيتش ماتياسيفيتش (مواليد 2 مارس 1947) (بالروسية: Ю́рий Влади́мирович Матиясе́вич) هو رياضياتي وعالم حاسوب روسي، اشتهر بفضل حله لمعضلة هيلبرت العاشرة (انظر إلى مبرهنة ماتياسفيتش).

## مسيرته
- ما بين 1964-1969، درس ماتياسفيتش في كلية الرياضيات والميكانيك بجامعة لينينغراد الحكومية.
- منذ عام 1995، أصبح أستاذاً في جامعة سانت بطرسبرغ الحكومية، في البداية على كرسي هندسة البرمجيات، ثم رئيس كرسي الجبر ونظرية الأعداد.
- في عام 1997، انتخب عضوا في الأكاديمية الروسية للعلوم.
- منذ عام 1998، كان يوري ماتياسيفيتش نائبًا لرئيس جمعية سانت بطرسبورغ للرياضيات.
- منذ عام 2002، كان رئيسًا لأوليمبياد مدينة سانت بطرسبيرج للرياضيات.
- منذ عام 2003، كان ماتياسيفيتش المدير المشارك لمدرسة الطلاب الألمانية الروسية السنوية JASS.
- في عام 2008، انتخابه عضوا بصفة كاملة في الأكاديمية الروسية للعلوم.

## روابط خارجية
- Yuri Matiyasevich's home page.
- Yuri Matiyasevich at DBLP.
- Hilbert's Tenth Problem: a History of Mathematical Discovery.
- Matiyasevich theorem on Scholarpedia.
- Vita and collaboration with France (بالفرنسية).
- O'Connor، John J.؛ Robertson، Edmund F.، "يوري ماتياسفيتش"، تاريخ ماكتوتور لأرشيف الرياضيات
- Supercomputing for a Superproblem: A Computational Journey Into Pure Mathematics